# UO-11
UO-11 (também conhecido como AMSAT OSCAR-11, ou como UoSAT-2 da University of Surrey) é um satélite amador construído na Universidade de Surrey e colocado em órbita em 1 de março de 1984. Pelo menos até 2006, ele ainda estava em órbita e ativo, vinte anos depois de seu lançamento.
Ele é operado pela Surrey Satellite Technology Ltd, que também construiu os satélites UoSATs.